# Claudine de Culam
Claudine de Culam, 1585-1601, est la seule accusée dans une compilation manuscrite du xviiie siècle des procès faits au Parlement de Paris entre 1540 et 1692 à une cinquantaine de « sodomites » de divers coins de la France. Le 4 octobre 1601, à 16 ans, elle est condamnée à mort, « bien et duement atteinte et convaincue d'avoir contre nature eue habitation et copulation charnelle avec un chien blanc tachetté de Roux », également pendu dans l'affaire.
Le procureur fiscal rapporte le cas de Claudine de Culam, qui a été surprise selon des témoins en état « d'habitation charnelle » avec un chien, au Parlement de Paris où le bailli de Rognon contraint l'accusée à se présenter. Les magistrats, à la demande expresse de la mère convaincue de l'innocence de sa fille, acceptent une étude scientifique et pragmatique.
La fille et le chien (qui a été capturé) sont emmenés dans un cabinet où il n'y a que des femmes témoins. Les femmes déshabillent la fille et selon les témoins, à ce moment, le chien « est sauté sur elle, et s'est mis en devoir de la connoitre charnellement: ce qu'il eut peu etre executé, si nous ne l'avions empeché, quoy fait nous aurions fait r'habiller laditte Claudine de Culam; et dressé le presens rapport, que nous certifions veritable, et selon la verité, en notre conscience, fait par nous Matrones susnommées les jour et an que dessus.  vingt septembre mil six cens un. » Sur les bases des témoignages d'origine et de ce rapport, le chien et la jeune fille furent pendus et leurs corps brûlés, « leurs cendres semées au vent »,.